# Spudaeus rossicus
Spudaeus rossicus là một loài tò vò trong họ Ichneumonidae.